# Coenosia sexmaculata
Coenosia sexmaculata este o specie de muște din genul Coenosia, familia Muscidae, descrisă de Johann Wilhelm Meigen în anul 1838. Conform Catalogue of Life specia Coenosia sexmaculata nu are subspecii cunoscute.